# Uwe Schäfer (Kameramann)
Uwe Schäfer ist ein deutscher Kameramann.

## Leben
Uwe Schäfer absolvierte von 1979 bis 1985 ein Diplomstudium der Fotografie und Film an der FH Dortmund, welches er als Diplom-Designer abschloss. Er begann seine Karriere in den 1980er Jahren zunächst als Beleuchter. Von 1985 bis 1991 war er als Kameraassistent und Steadicamoperator tätig. Seit 1992 ist er bei zahlreichen Film- und Fernsehproduktionen als Kameramann (DoP) tätig.
Schäfer ist Mitglied im Berufsverband Kinematografie (BVK).
Er lebt in Köln.

## Filmografie (Auswahl)
- 1992: Die Lok
- 1997: Unterwegs als sicherer Ort (Dokumentarfilm)
- 1998: Und vor mir die Sterne... Das Leben der Schlagersängerin Renate Kern (Dokumentarfilm)
- 2000: Die Motorrad-Cops – Hart am Limit (Fernsehserie, 2 Episoden)
- 2000: Die Camper (Fernsehserie, 6 Episoden)
- 2001: Love Letters – Liebe per Nachnahme (Fernsehfilm)
- 2001: Ein Vater zu Weihnachten (Fernsehfilm)
- 2002–2003: Großstadtrevier (Fernsehserie, 3 Episoden)
- 2003: Seventeen – Mädchen sind die besseren Jungs (Fernsehfilm)
- 2003: Wie tauscht man seine Eltern um? (Fernsehfilm)
- 2003–2004: Das Büro (Fernsehserie, 5 Episoden)
- 2004: Schöne Männer hat man nie für sich allein (Fernsehfilm)
- 2004: 18 – Allein unter Mädchen (Fernsehserie, 6 Episoden)
- 2005: Mädchen über Bord (Fernsehfilm)
- 2005: Plötzlich berühmt (Fernsehfilm)
- 2006: Verschleppt – Kein Weg zurück (Fernsehfilm)
- 2006: Arme Millionäre (Fernsehserie, 2 Episoden)
- 2006–2008: Türkisch für Anfänger (Fernsehserie, 24 Episoden)
- 2007: Die Schatzinsel (Fernsehfilm)
- 2008: Zwei Weihnachtsmänner (Fernsehfilm)
- 2009: Liebe in anderen Umständen (Fernsehfilm)
- 2010: Im Spessart sind die Geister los (Fernsehfilm)
- 2010: Die Frau des Schläfers (Fernsehfilm)
- 2011: Bollywood lässt Alpen glühen (Fernsehfilm)
- 2011: Für kein Geld der Welt (Fernsehfilm)
- 2011: Plötzlich fett! (Fernsehfilm)
- 2011: Heiter bis tödlich: Nordisch herb (Fernsehserie, 4 Episoden)
- 2012: Der Cop und der Snob (Fernsehserie, 3 Episoden)
- 2013: Mein Lover, sein Vater und ich! (Fernsehfilm)
- 2013: SOKO Kitzbühel (Fernsehserie, 2 Episoden)
- 2013: Robin Hood und ich (Fernsehfilm)
- 2014: ... und dann kam Wanda (Fernsehfilm)
- 2015: Die Ungehorsame (Fernsehfilm)
- 2015: Heiraten ist nichts für Feiglinge (Fernsehfilm)
- 2015: Einfach Rosa (Fernsehserie, 1 Episode)
- 2016: Männertag
- 2016: Dating Alarm (Fernsehfilm)
- 2016–2021: Wilsberg (Fernsehreihe)
  - 2016:  Mord und Beton
  - 2017:  Die fünfte Gewalt
  - 2020:  Alles Lüge
  - 2021:  Unser tägliches Brot
- 2017: Bodycheck: Mit Herz durch die Wand (Fernsehfilm)
- 2017: Ein Dorf rockt ab (Fernsehfilm)
- 2017: Nicht mit uns! Der Silikon-Skandal (Fernsehfilm)
- 2019: Lautlose Tropfen (Fernsehfilm)
- 2019: Mein Schwiegervater, der Camper (Fernsehfilm)
- 2019: Echte Bauern singen besser (Fernsehfilm)
- 2021: Wir bleiben Freunde (Fernsehfilm)
- 2021: We are all Detroit (Dokumentarfilm)
- 2021–2022: Inga Lindström (Fernsehreihe)
  - 2021: Der schönste Ort der Welt
  - 2021: Wilde Zeiten
  - 2022: Schmetterlinge im Bauch
  - 2022: Geliebter Feind
- 2023: Klara Sonntag: Erste Liebe (Fernsehfilm)
- ab 2023: Theresa Wolff – Der Thüringenkrimi (Fernsehreihe)
  - 2023: Dreck!
  - 2024: Lost